# 5784 Yoron
5784 Yoron eller 1991 CY är en asteroid i huvudbältet som upptäcktes den 9 februari 1991 av de båda japanska astronomerna Akira Natori och Takeshi Urata vid Yakiimo-observatoriet. Den är uppkallad efter den japanska ön Yoronjima.
Asteroiden har en diameter på ungefär 6 kilometer.